# Michael Castle
Pour les articles homonymes, voir Castle.
 (14 août 2025).
Le texte peut changer fréquemment, n’est peut-être pas à jour et peut manquer de recul. N’hésitez pas à participer, en veillant à citer vos sources.
Michael Newbold Castle, dit Mike Castle, est un homme politique membre du Parti républicain et avocat américain né le 2 juillet 1939 à Wilmington (Delaware) et mort le 14 août 2025 à Greenville (Delaware). Gouverneur du Delaware de 1985 à 1992, il devient de 1993 à 2011 l'unique représentant du Delaware à la Chambre des représentants des États-Unis.

## Biographie

### Carrière
Lorsque Joe Biden devient vice-président des États-Unis, Michael Castle se présente à l'élection sénatoriale partielle pour le remplacer. Début 2010, il est considéré comme le favori de l'élection, la primaire républicaine ne devant être qu'une formalité. Il rencontre plus de difficultés que prévu pour obtenir l'investiture républicaine face à son opposante Christine O'Donnell, soutenue par le Tea Party et Sarah Palin. Michael Castle est de son côté soutenu par l'establishment du Parti républicain. Le 14 septembre 2010, c'est contre toute attente O'Donnell qui remporte la primaire avec 53 % des voix contre 47 % pour Castle. La même année, les sénateurs Lisa Murkowski et Robert Bennett sont également battus par des candidats du Tea Party lors des primaires du Grand Old Party. Le démocrate Chris Coons devient alors le favori de l'élection face à une candidate jugée « trop conservatrice » pour le Delaware. Il est facilement élu sénateur avec 56,6 % des suffrages.
En raison de ses positions modérées, il est accusé d'être un RINO.
Il est avocat associé au sein du cabinet DLA Piper.